# Anyphops tuckeri
Anyphops tuckeri là một loài nhện trong họ Selenopidae.
Loài này thuộc chi Anyphops. Anyphops tuckeri được George Newbold Lawrence miêu tả năm 1940.